# Kasbach-Ohlenberg

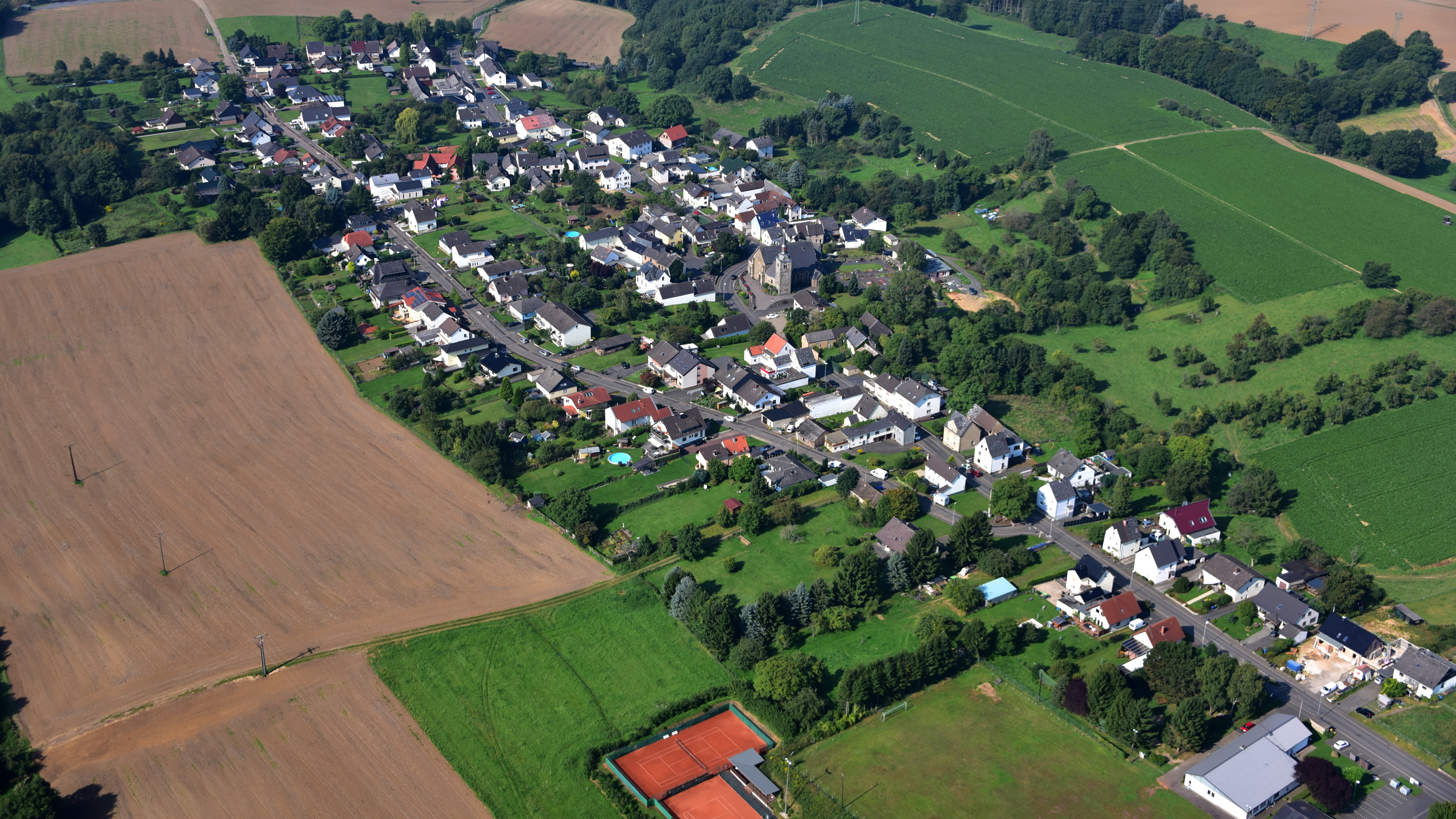
Ohlenberg, Luftaufnahme (2017)

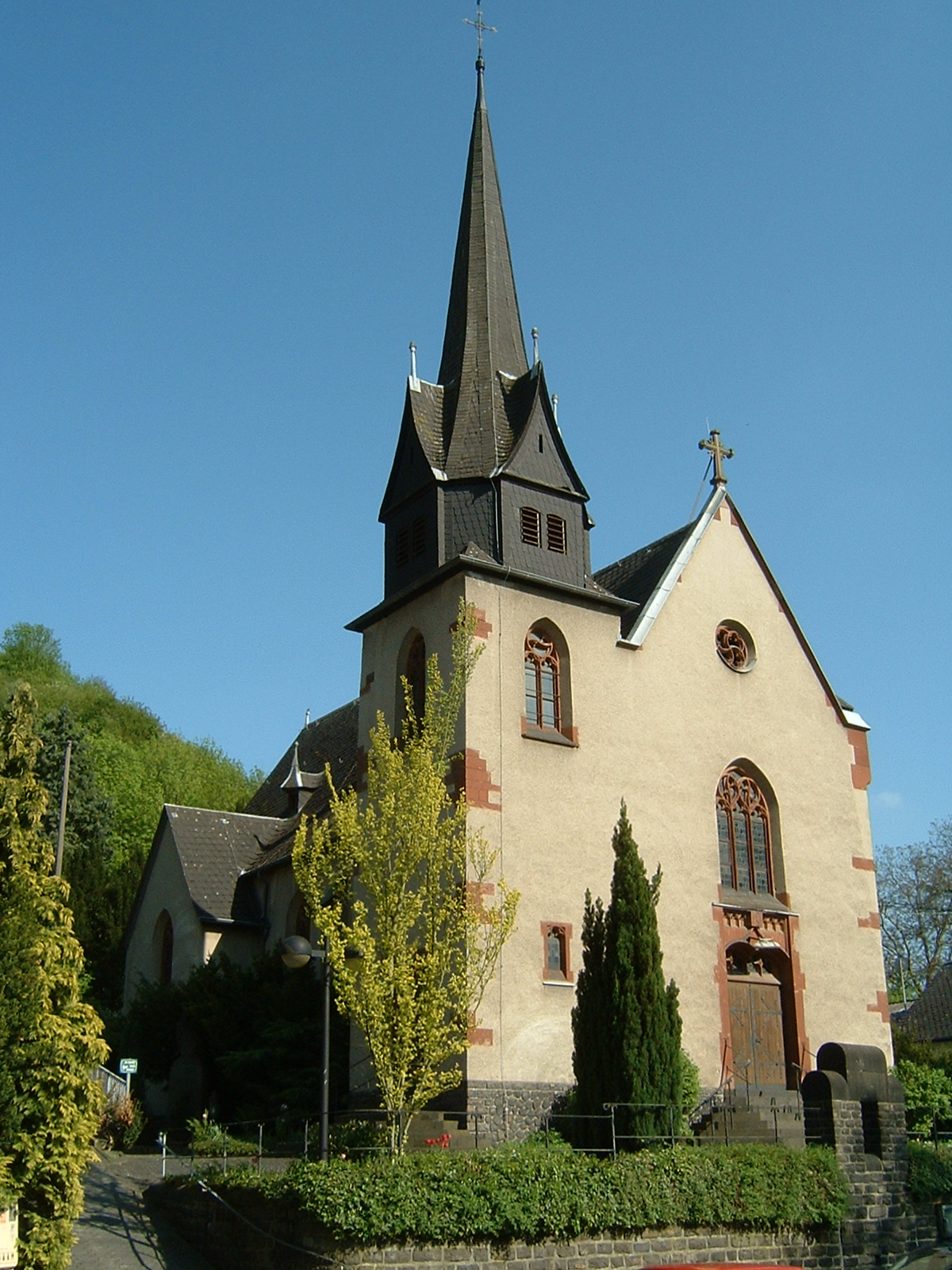
Kirche St. Maria Magdalena (Kasbach)

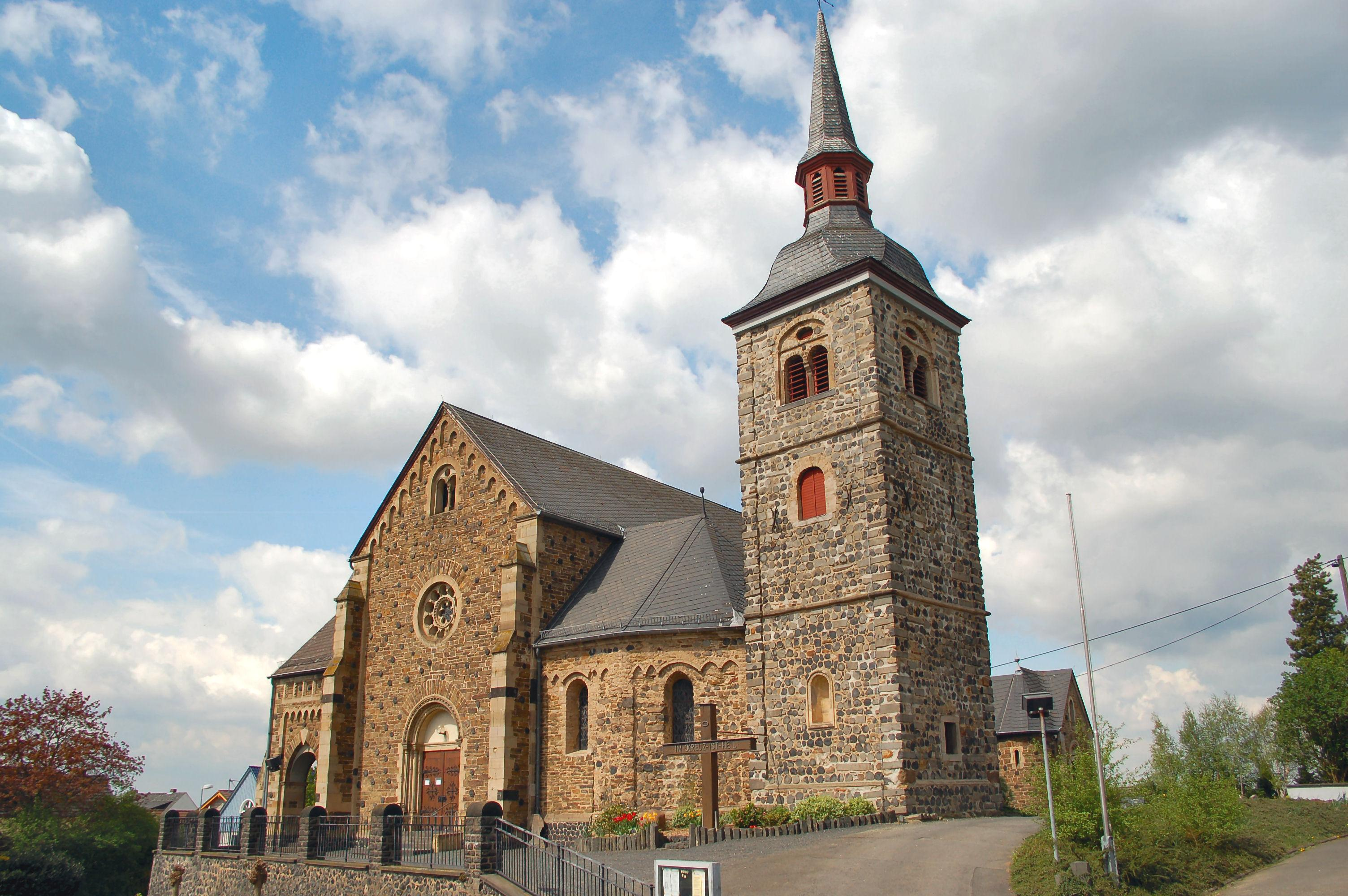
Kirche St. Nikolaus (Ohlenberg)

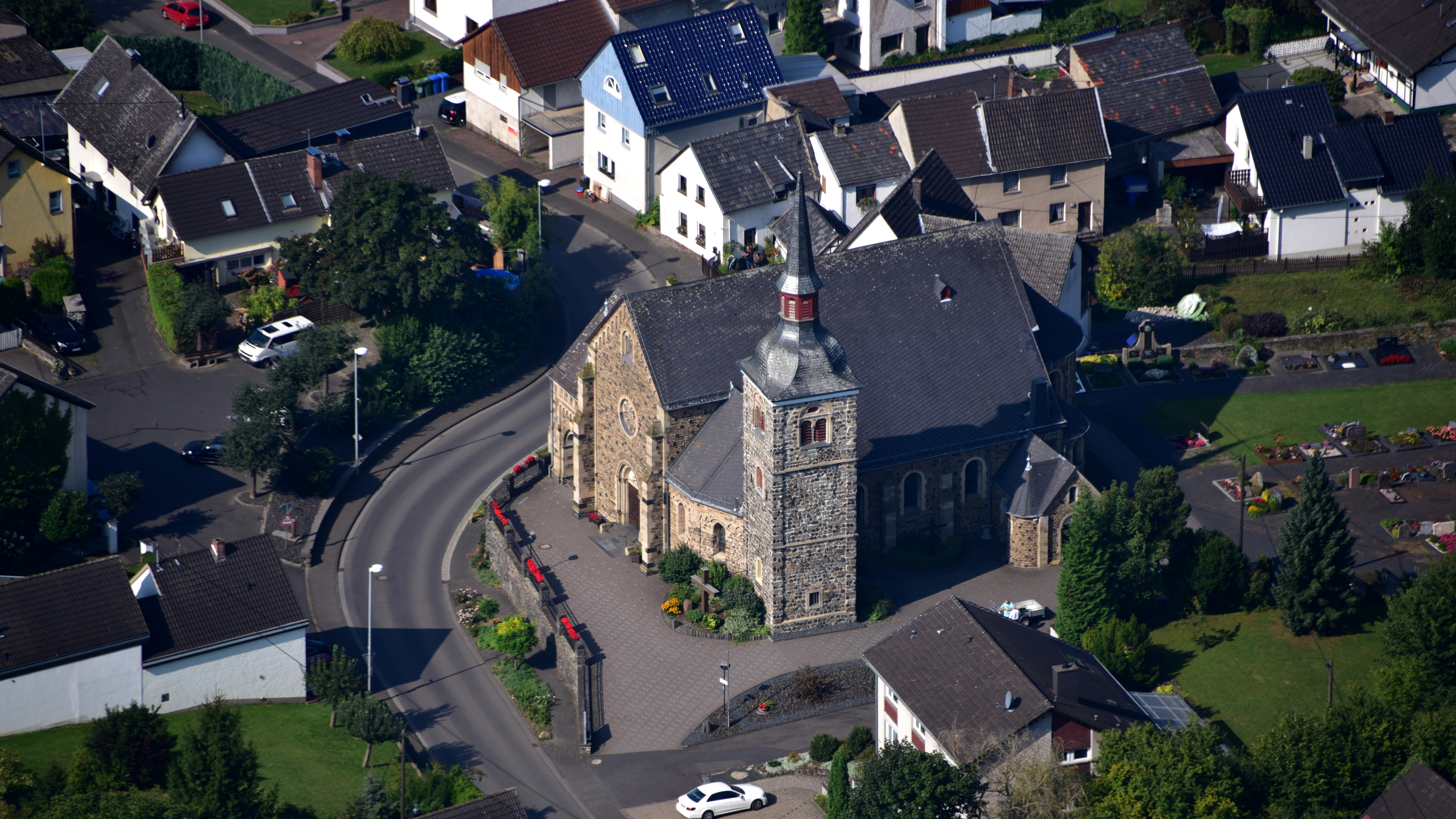
Kirche St. Nikolaus, Luftaufnahme (2017)

Kasbach-Ohlenberg ist eine Ortsgemeinde im Landkreis Neuwied im Norden von Rheinland-Pfalz. Sie gehört der Verbandsgemeinde Linz am Rhein an.

## Geographie
Kasbach-Ohlenberg liegt rechtsseits des Mittelrheins rund 4,5 km südlich der Grenze zu Nordrhein-Westfalen etwa auf halbem Weg zwischen Köln und Koblenz an der B 42. Das Gemeindegebiet Kasbach-Ohlenbergs erstreckt sich vom Rhein im Südwesten (Ortsteil Kasbach) bis auf die Vorberge des Westerwaldes (Ortsteile Ohlenberg und Erl) im Nordosten. Es erreicht auf rund 325 m ü. NHN seinen höchsten Punkt. Weitgehend an der westlichen Gemeindegrenze verläuft der Rhein-Nebenfluss Kasbach, dem im Ortsteil Kasbach der Ohlenberger Bach zufließt.

### Gemeindegliederung
Zu Kasbach-Ohlenberg gehören folgende Ortsteile:
- Kasbach
- Ohlenberg
- Erl (Obererl und Untererl)

### Nachbargemeinden
Angrenzende Gemeinden sind Erpel im Westen und Norden, Linz am Rhein im Norden und Osten sowie Ockenfels, erneut Linz am Rhein und das auf der gegenüberliegenden Rheinseite liegende Remagen im Süden.

## Geschichte
Auf den nahe gelegenen Bergen Hummelsberg und Asberg wurden Ringwälle aus der Zeit vor der Zeitenwende gefunden. Es wird angenommen, dass in dieser Zeit bereits Menschen hier siedelten.
Der durch die Gemeinde fließende Kasbach kennzeichnete schon im Mittelalter den Beginn der Grenze zwischen dem im Süden liegenden Engersgau und dem Auelgau im Norden. Aus der Gaugrenze wurde später die bis heute bestehende Grenze zwischen den Erzbistümern Trier und Köln. Entlang dieser Grenze war Kasbach bis 1935 geteilt in die zum Amt Linz gehörende Gemeinde „Obercasbach“ (Gemarkungsfläche: 174 ha) und die zum Amt Unkel gehörende Gemeinde „Niedercasbach“ (Gemarkungsfläche: 66 ha).
Die Gemeinde Kasbach-Ohlenberg wurde am 1. Januar 1976 aus den aufgelösten Gemeinden Kasbach (Fläche: 240 ha) und Ohlenberg (Fläche: 238 ha) neu gebildet. Die Gemarkungen Niederkasbach, Oberkasbach und Ohlenberg blieben bestehen.

### Kasbach
Die erste urkundliche Erwähnung Kasbachs erfolgte in einem Tauschvertrag der Abtei Prüm aus dem Jahr 882, wenig später mit dem Namen „Casbach“ auch im Prümer Urbar von 893. In einer Urkunde des Erzbischofs Hildolf von Köln aus dem Jahr 1076 wird die Schenkung eines Hofs in „Casbach“ erwähnt.
Es muss schon früh eine Kapelle in Kasbach (Linzer Seite) bestanden haben, weil davon berichtet wird, dass diese um 1633 einstürzte. Gemeinsam von den zu Trier und den zu Köln gehörenden Katholiken wurde eine neue Kapelle gebaut und St. Michael geweiht. Die jetzige Kasbacher Kirche wurde 1905 gebaut und ist der Heiligen Maria Magdalena geweiht.
Die Gemeinden Niederkasbach und Oberkasbach wurden am 1. Oktober 1935 zur Gemeinde Kasbach zusammengeschlossen.
Am 25. Mai 1987 zählte Kasbach 644 Einwohner.

### Ohlenberg
Aus einer Schenkung der Gräfin Mechthild von Sayn geht hervor, dass sie im Jahr 1250 ihre Besitzungen, zu denen auch Ohlenberg gehörte, dem Kölner Erzbischof Konrad von Hochstaden vermachte. Seitdem gehörte Ohlenberg weltlich bis 1803 zu Kurköln, der Erzbischof von Trier blieb das kirchliche Oberhaupt. Die erste Erwähnung Ohlenbergs erfolgte im Jahr 1262.
Die Reformationsbestrebungen des Kölner Erzbischofs Hermann V. von Wied in den 1540er Jahren hatten auch Auswirkungen auf die kurkölnische Stadt Linz am Rhein und das Kirchspiel. In den heftigen Auseinandersetzungen bekannten sich die Bürger von Ohlenberg und Ockenfels sowie ein Teil des Stadtrates von Linz zu den Neuerungen der Reformation. Nach der Absetzung des Kurfürsten mussten sie zum alten Glauben zurückkehren.
In Ohlenberg wurde vermutlich im 13. Jahrhundert eine Kapelle gebaut, die dem Heiligen Nikolaus geweiht war. In der Taxa generalis, einer Art Bestandsaufnahme des Erzbistums Trier, wurde eine Kapelle um 1380 genannt. Im Jahr 1903 erfolgte der Neubau im neuromanischen Stil. Von der alten Kirche sind ein Teil des Chors aus dem 13. Jahrhundert und der Turm aus dem 17. Jahrhundert erhalten.
Am 6. Dezember 2009 erhielt die Kirche vier Kirchenglocken der Glockengießerei der Abtei Maria Laach in den Tönen b1, d2, f2 und g2 (Salve-Regina-Motiv); die beiden kleineren Glocken wurden am 10. Oktober 2009 in Erl auf dem freien Feld gegossen. Abgesehen von modernen Hilfsmitteln zum Schmelzen der Bronze erfolgte der Glockenguss im traditionellen Lehmform-Verfahren.
Außerdem befindet sich in der Kirche die erste Glocke, die in der Werkstatt des späteren „Bochumer Vereins für Gußstahlfabrikation“ im Jahre 1852 gegossen wurde. Neuerlich wurde sie außer Dienst gestellt, renoviert und bekam einen Ehrenplatz in der Kirche. Zu besonderen Anlässen kann sie mittels Seil angeschlagen werden. Ihr Schlagton lautet g2.
Am 25. Mai 1987 zählte Ohlenberg 618 Einwohner.

### Erl
Erl wurde erstmals im Jahr 1257 urkundlich erwähnt. Gerhard von Rennenberg schenkte 1270 dem von ihm Anfang des 13. Jahrhunderts gegründeten Kloster St. Katharinen seine Liegenschaften in Erl, die als „eyn kostlich hoiff“ bezeichnet. Am 25. Mai 1987 zählte der Gemeindeteil Untererl 24, der Gemeindeteil Obererl 46 Einwohner.

### Bevölkerungsentwicklung
Die Entwicklung der Einwohnerzahl von Kasbach-Ohlenberg bezogen auf das heutige Gemeindegebiet; die Werte von 1871 bis 1987 beruhen auf Volkszählungen:
| Jahr | Einwohner |
| ---- | --------- |
| 1815 | 439       |
| 1835 | 476       |
| 1871 | 694       |
| 1905 | 832       |
| 1939 | 976       |
| 1950 | 1.113     |
| 1961 | 1.175     |

| Jahr | Einwohner |
| ---- | --------- |
| 1970 | 1.265     |
| 1987 | 1.219     |
| 1997 | 1.330     |
| 2005 | 1.425     |
| 2011 | 1.348     |
| 2017 | 1.394     |
| 2023 | 1.441     |

## Politik

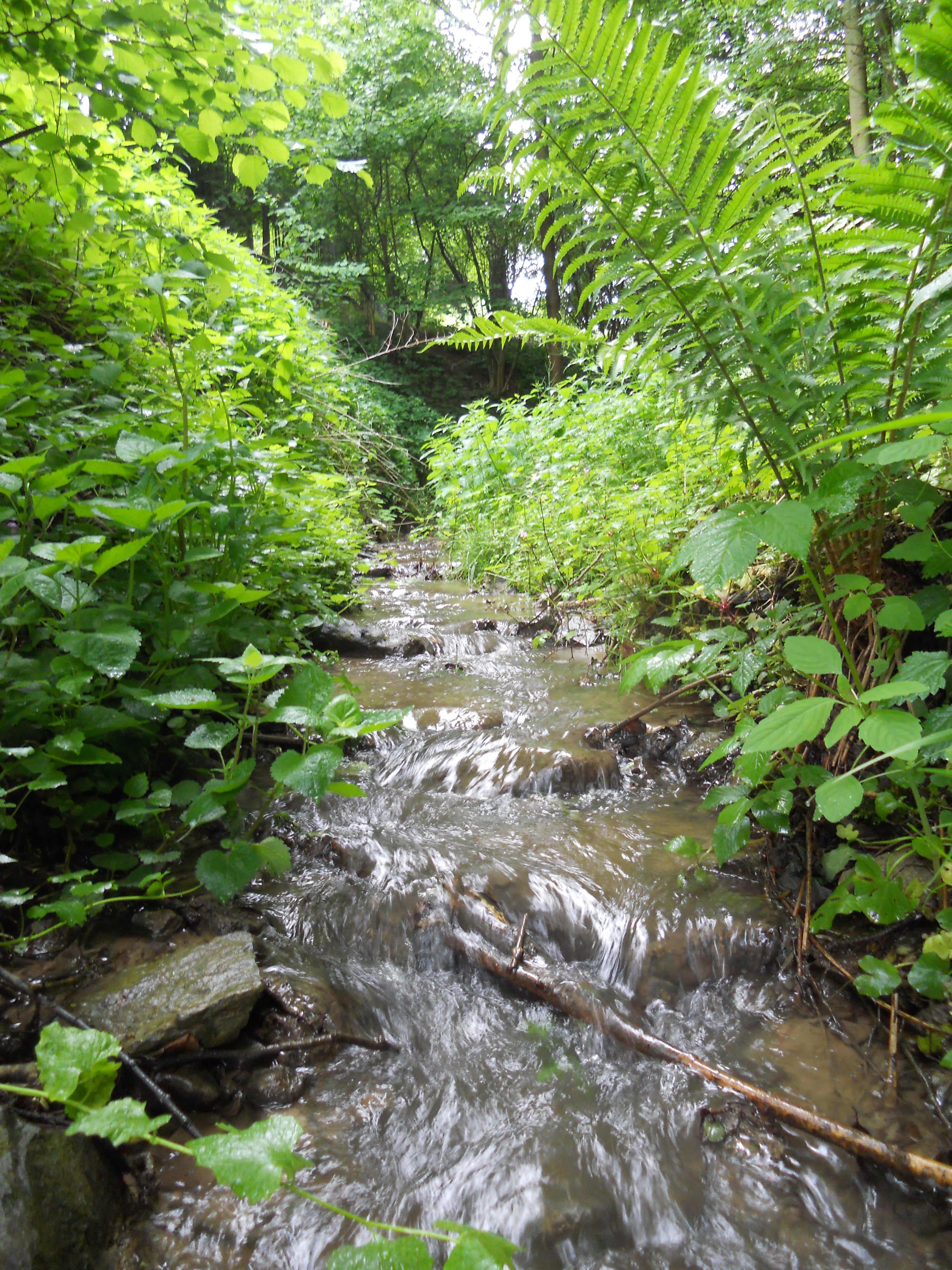
Ockenfelserbach bei Kasbach

### Gemeinderat
Der Gemeinderat in Kasbach-Ohlenberg besteht aus 16 Ratsmitgliedern, die bei der Kommunalwahl am 9. Juni 2024 in einer personalisierten Verhältniswahl gewählt wurden, und der ehrenamtlichen Ortsbürgermeisterin als Vorsitzender.
Die Sitzverteilung im Gemeinderat:
| Wahl | SPD | CDU | FWG K-O | FWG O | Gesamt   |
| ---- | --- | --- | ------- | ----- | -------- |
| 2024 | 2   | 7   | 7       | –     | 16 Sitze |
| 2019 | 3   | 5   | 8       | –     | 16 Sitze |
| 2014 | 2   | 5   | 9       | –     | 16 Sitze |
| 2009 | 2   | 5   | 5       | 4     | 16 Sitze |
| 2004 | 3   | 4   | 5       | 4     | 16 Sitze |

- FWG K-O = Freie Wählergruppe Kasbach-Ohlenberg e. V.
- FWG O = Freie Wählergruppe Ohlenberg e. V.

### Bürgermeister
Susanne Lux (CDU) wurde am 9. Juli 2024 ehrenamtliche Ortsbürgermeisterin von Kasbach-Ohlenberg. Bei der Direktwahl am 9. Juni 2024 hatte sie sich mit einem Stimmenanteil von 50,4 % gegen einen Mitbewerber durchgesetzt.
Sie löste Frank Becker ab, der wiederum 2014 auf Dieter Sander folgte. Dieser hatte das Amt 38 Jahre inne.

### Wappen
| Wappen von Kasbach-Ohlenberg | Blasonierung: „Das Wappen ist geteilt und zeigt oben, gespalten durch einen Wellenpfahl, vorn ein schwarzes und hinten ein rotes Balkenkreuz; der Wellenpfahl wird am Fußende von je zwei Sechsecksäulen flankiert; die untere Hälfte des Wappenschildes zeigt in Rot vorn eine goldene Traube, hinten eine goldene Ähre.“ |
| Wappen von Kasbach-Ohlenberg | Wappenbegründung: Der Wellenpfahl deutet auf den Kasbach und seine Funktion als Grenzbach zwischen dem Erzbistum Köln (schwarzes Balkenkreuz) und Erzbistum Trier (rotes Balkenkreuz) hin. Die Sechsecksäulen symbolisieren die Basaltsteinbrüche in der Gemeinde und weisen auf deren wirtschaftliche Bedeutung hin. Die Weintraube und die Ähre deuten auf die Haupterwerbsquellen in den früheren Jahrhunderten hin. Der rote Grund weist auf die Verbundenheit der Gemeinde mit der Stadt Linz am Rhein hin. |

## Kulturdenkmäler
Siehe Liste der Kulturdenkmäler in Kasbach-Ohlenberg

## Verkehr
Der Ortsteil Kasbach liegt an der Bundesstraße 42. Die nächste Autobahnanschlussstelle ist Bad Honnef/Linz an der A 3.
In Kasbach gibt es einen Bahnhof der Kasbachtalbahn (Linz - Flammersfeld), auf der touristischer Verkehr zwischen Linz und Kalenborn stattfindet. Der nächstgelegene Bahnhof für regulären Personenverkehr ist der Bahnhof Linz (Rhein).

## Persönlichkeiten
- Bernhard Hecken (1889–1958), Politiker (DNVP), Mitglied des Preußischen Landtags
- Joseph Schölmerich (1913–1995), Mediziner, Kommunist, Antifaschist und Sachbuchautor
- Paul Schölmerich (1916–2015), Mediziner, Professor an der Johannes-Gutenberg-Universität Mainz